# Puchar Polski w piłce siatkowej mężczyzn (1997/1998)
Puchar Polski w piłce siatkowej mężczyzn 1997/1998 – 41. sezon rozgrywek o siatkarski Puchar Polski, rozgrywany od 1932 roku.

## Klasyfikacja końcowa
| Miejsce | Drużyna                    |
| ------- | -------------------------- |
| 1.      | AZS Yawal Częstochowa      |
| 2.      | Stilon Gorzów Wielkopolski |
| 3.      | Czarni Radom               |
| 4.      | Stal Hochland Nysa         |